# Zomerpostzegel

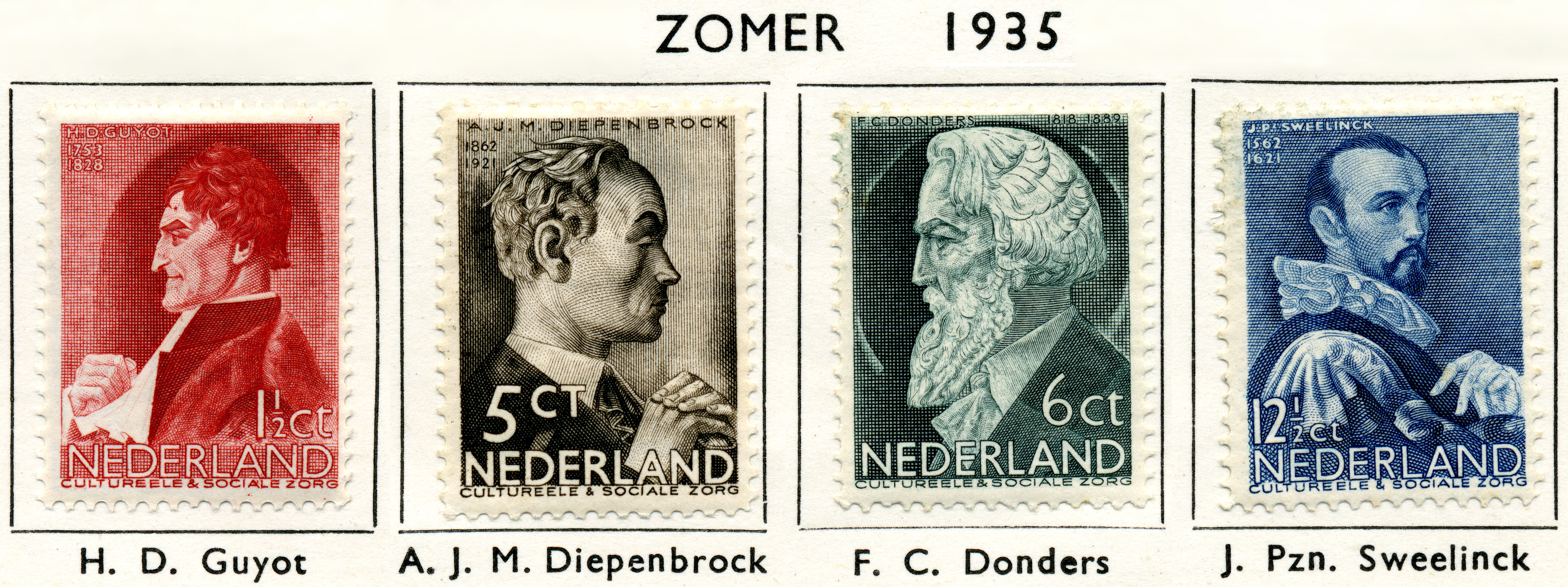
Zomerzegels 1935

Zomerpostzegels of kortweg zomerzegels was in Nederland een jaarlijkse uitgifte van een serie bijzondere postzegels met een toeslag die bestemd is voor "sociaal en cultureel werk". Sinds 1993 ging de toeslag naar organisaties voor ouderenwerk. Hierdoor hebben de zegels tevens de bijnaam Ouderenzegels verworven.

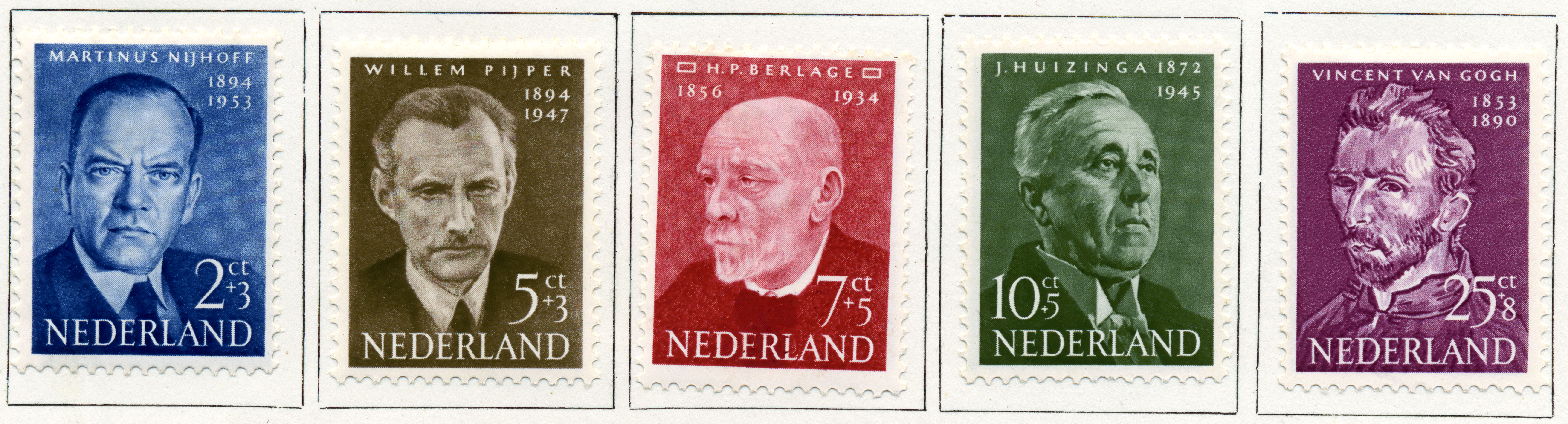
Zomerzegels 1954

De eerste serie zomerzegels werd in 1935 uitgegeven. Daarna werd elk jaar een serie zomerzegels uitgegeven, met uitzondering van de periode 1942 – 1946. TNT Post heeft  besloten vanaf 2011 géén Zomerpostzegels meer uit te geven.